# Patto di desistenza
Il patto di desistenza è l'accordo elettorale con il quale una lista rinuncia a presentarsi in uno o più collegi allo scopo di far convergere il proprio elettorato su un'altra lista concorrente in quel collegio. Si tratta tipicamente di un accordo - attuabile solo in un sistema maggioritario - tra partiti politici che, sebbene distanti dal punto di vista politico o programmatico, perseguono lo scopo di non danneggiarsi reciprocamente per ragioni di strategia elettorale o in base ad una qualche affinità di fondo.

## Applicazioni
La desistenza è stata, ad esempio, applicata nelle elezioni politiche del 1996 tra il Partito della Rifondazione Comunista e le forze politiche riunite nella coalizione di centro-sinistra de l'Ulivo, guidata da Romano Prodi. In virtù di questo patto di desistenza, l'Ulivo avrebbe rinunciato a presentarsi in 45 collegi maggioritari "sicuri", lasciandoli al PRC che però si sarebbe presentato col vecchio simbolo dell'Alleanza dei Progressisti.
Un altro patto di desistenza si realizzò, sempre in occasione delle politiche del 1996, tra il Polo per le Libertà da un lato e il Movimento Sociale Fiamma Tricolore e la Lista Pannella-Sgarbi dall'altro in alcuni collegi uninominali della Sicilia per l'elezione di due senatori, in modo da sottrarre tali seggi a quelli che l'Ulivo avrebbe ottenuto mediante il recupero proporzionale.
Un altro caso di desistenza è avvenuto in seguito al secondo turno delle Elezioni legislative in Francia del 2024 nella quale i leader del Nuovo Fronte Popolare e di Ensemble hanno ritirato candidati arrivati terzi o quarti al primo turno.